# 잘 살아보세 (텔레비전 프로그램)
《잘 살아보세》는 채널A에서 방영된 대한민국의 예능 프로그램이다.

## 방송 시간
| 방송 기간                         | 방송 시간          |
| --------------------------------- | ------------------ |
| 2015년 3월 12일 ~ 2015년 6월 18일 | 목요일 밤 11시     |
| 2015년 6월 27일 ~ 2017년 3월 11일 | 토요일 밤 9시 30분 |

## 촬영 장소
- 강원도 홍천군 화천면 장평리
- 충청남도 태안군 안면읍 두지도

## 출연자
- 최수종
- 이만기
- 이상민
- 김종민
- 신은하
- 한송이
- 량진희
- 이소율
- 정은수

### 이전 출연자
- 한정수
- 샘 해밍턴
- 이순실
- 벤지 (가수)
- 권오중
- 이서윤
- 김아라
- 이향미
- 김일중
- 최주연

### 게스트
- 이계인
- 박은혜
- 박상철
- 하희라
- 이현민 (스포츠 트레이너)
- 브로닌 멀렌
- 크리스티나 콘팔로니에리
- 유현주
- 홍서범
- 박세현 (탈북 한의사)
- 정민우 (북한군 중대장 출신 탈북자)
- 운선희
- 김현정 (북한 함흥 선전대)
- 권설경
- 최주연
- 김정희
- 임요환
- 김가연
- 김도균
- 이승연
- 김지현, 채리나, 미나, 김승진, 김정민, 박상후
- 김일중
- 량진희
- 이향미
- 김민용 (김정은 닮은꼴, 영어 강사)
- 채설향
- 김현철
- 김아라
- 라붐
- 이소율
- 장미향
- 최양락
- 팽현숙
- 토니 안
- 샘 오취리, 장위안, 미카엘 아쉬미노프

## 시청률
| 회차  | 회차             | 시청률 |
| ----- | ---------------- | ------ |
| 1화   | 2015년 3월 12일  | 2.282% |
| 2화   | 2015년 3월 19일  | 1.925% |
| 3화   | 2015년 3월 26일  | 1.980% |
| 4화   | 2015년 4월 2일   | 1.779% |
| 5화   | 2015년 4월 9일   | 1.363% |
| 6화   | 2015년 4월 23일  | 1.922% |
| 7화   | 2015년 4월 30일  | 2.253% |
| 8화   | 2015년 5월 7일   | 2.018% |
| 9화   | 2015년 5월 14일  | 1.629% |
| 10화  | 2015년 5월 21일  | 1.905% |
| 11화  | 2015년 5월 28일  | 1.871% |
| 12화  | 2015년 6월 4일   | 1.864% |
| 13화  | 2015년 6월 11일  | 2.536% |
| 14화  | 2015년 6월 18일  | 2.193% |
| 15화  | 2015년 6월 27일  | 3.142% |
| 16화  | 2015년 7월 4일   | 2.490% |
| 17화  | 2015년 7월 11일  | 2.837% |
| 18화  | 2015년 7월 18일  | 2.332% |
| 19화  | 2015년 7월 25일  | 2.504% |
| 20화  | 2015년 8월 1일   | 2.579% |
| 21화  | 2015년 8월 8일   | 3.552% |
| 22화  | 2015년 8월 15일  | 2.703% |
| 23화  | 2015년 8월 22일  | 3.253% |
| 24화  | 2015년 8월 29일  | 3.152% |
| 25화  | 2015년 9월 5일   | 3.306% |
| 26화  | 2015년 9월 12일  | 3.518% |
| 27화  | 2015년 9월 19일  | 2.871% |
| 28화  | 2015년 9월 26일  | %      |
| 29화  | 2015년 10월 3일  | 3.337% |
| 30화  | 2015년 10월 10일 | 3.632% |
| 31화  | 2015년 10월 17일 | 2.754% |
| 32화  | 2015년 10월 24일 | 2.967% |
| 33화  | 2015년 10월 31일 | 2.983% |
| 34화  | 2015년 11월 7일  | 3.529% |
| 35화  | 2015년 11월 14일 | 2.740% |
| 36화  | 2015년 11월 21일 | 1.704% |
| 37화  | 2015년 11월 28일 | 3.147% |
| 38화  | 2015년 12월 5일  | 3.113% |
| 39화  | 2015년 12월 12일 | 3.267% |
| 40화  | 2015년 12월 19일 | 2.790% |
| 41화  | 2015년 12월 26일 | 2.800% |
| 42화  | 2016년 1월 2일   | 3.085% |
| 43화  | 2016년 1월 9일   | 3.162% |
| 44화  | 2016년 1월 16일  | 2.310% |
| 45화  | 2016년 1월 23일  | 3.318% |
| 46화  | 2016년 1월 30일  | 2.906% |
| 47화  | 2016년 2월 6일   | 1.658% |
| 48화  | 2016년 2월 13일  | 1.611% |
| 49화  | 2016년 2월 20일  | 2.368% |
| 50화  | 2016년 2월 27일  | 2.265% |
| 51화  | 2016년 3월 5일   | 3.494% |
| 52화  | 2016년 3월 12일  | 2.899% |
| 53화  | 2016년 3월 19일  | 2.684% |
| 54화  | 2016년 3월 26일  | 3.079% |
| 55화  | 2016년 4월 2일   | 2.634% |
| 56화  | 2016년 4월 9일   | 3.259% |
| 57화  | 2016년 4월 16일  | 2.875% |
| 58화  | 2016년 4월 23일  | 2.702% |
| 59화  | 2016년 4월 30일  | 2.439% |
| 60화  | 2016년 5월 7일   | 2.889% |
| 61화  | 2016년 5월 14일  | 3.144% |
| 62화  | 2016년 5월 21일  | 2.500% |
| 63화  | 2016년 5월 28일  | 3.605% |
| 64화  | 2016년 6월 4일   | 2.749% |
| 65화  | 2016년 6월 11일  | 2.825% |
| 66화  | 2016년 6월 18일  | 2.732% |
| 67화  | 2016년 6월 25일  | 3.196% |
| 68화  | 2016년 7월 2일   | 2.703% |
| 69화  | 2016년 7월 9일   | 2.323% |
| 70화  | 2016년 7월 16일  | 3.424% |
| 71화  | 2016년 7월 23일  | 2.471% |
| 72화  | 2016년 7월 30일  | 3.202% |
| 73화  | 2016년 8월 6일   | 3.883% |
| 74화  | 2016년 8월 13일  | 2.977% |
| 75화  | 2016년 8월 20일  | 3.089% |
| 76화  | 2016년 8월 27일  | 3.005% |
| 77화  | 2016년 9월 3일   | 3.339% |
| 78화  | 2016년 9월 10일  | 3.281% |
| 79화  | 2016년 9월 17일  | 3.780% |
| 80화  | 2016년 9월 24일  | 3.299% |
| 81화  | 2016년 10월 1일  | 3.271% |
| 82화  | 2016년 10월 8일  | 3.342% |
| 83화  | 2016년 10월 15일 | 2.988% |
| 84화  | 2016년 10월 22일 | 3.174% |
| 85화  | 2016년 10월 29일 | 3.133% |
| 86화  | 2016년 11월 5일  | 2.468% |
| 87화  | 2016년 11월 19일 | 2.189% |
| 88화  | 2016년 11월 26일 | 2.167% |
| 89화  | 2016년 12월 3일  | 2.443% |
| 90화  | 2016년 12월 10일 | 2.879% |
| 91화  | 2016년 12월 17일 | 2.139% |
| 92화  | 2016년 12월 24일 | 2.453% |
| 93화  | 2016년 12월 31일 | 2.462% |
| 94화  | 2017년 1월 7일   | 2.285% |
| 95화  | 2017년 1월 14일  | 2.172% |
| 96화  | 2017년 1월 21일  | 2.513% |
| 97화  | 2017년 1월 28일  | 2.500% |
| 98화  | 2017년 2월 4일   | 3.225% |
| 99화  | 2017년 2월 11일  | 2.697% |
| 100화 | 2017년 2월 18일  | 2.779% |
| 101화 | 2017년 2월 25일  | 2.666% |
| 102화 | 2017년 3월 4일   | 2.741% |
| 103화 | 2017년 3월 11일  | 2.536% |

## 같이 보기
- 이제 만나러 갑니다